# Medal Wojenny (Austro-Węgry)
Medal Wojenny (niem. Kriegsmedaille, węg. Hadiérem) – austro-węgierskie wojskowe odznaczenie państwowe, ustanowione 2 grudnia 1873 przez cesarza Franciszka Józefa I Habsburga. 
Medal wytwarzany był z brązu (nazywano go złotym), miał średnicę 31,1 mm i ważył 2,7 grama. Wieszany był na wstążce o szer. 40 mm składanej w trójkąt, żółtej z czarnymi paskami wzdłuż boków połączonymi czarnymi prążkami. 
Nadawany był za udział w kampaniach wojennych w latach:
- 1848 – powstanie na Węgrzech,
- 1849 – wojna z Włochami,
- 1859 – wojna z Francją,
- 1864 – wojna z Danią,
- 1866 – wojna z Prusami,
- 1869 – powstanie w Czarnogórze,
- 1878 – powstanie w Bośni i Hercegowinie,
- 1882 – powstanie w Dalmacji,
- 1900-1901 – powstanie w Chinach.

## Odznaczeni
Odznaczono nim m.in.:
- gen. Rajnera Ferdynanda Habsburga,
- gen. Franza Conrada von Hötzendorfa
- gen. Macieja Maruniaka,
- gen. Stanisława Ocetkiewicza.